# Mademoiselle Cent-Millions
Pour plus de détails, voir Fiche technique et Distribution.
Mademoiselle Cent-Millions est un film muet français réalisé par Maurice Tourneur, sorti en 1913.

## Fiche technique
- Titre français : Mademoiselle Cent-Millions
- Scénario : d'après le roman éponyme de Michel Morphy (1907)
- Réalisation : Maurice Tourneur
- Société de production : Société Française des Films Éclair
- Société de distribution : Société Française des Films Éclair
- Pays d’origine : France
- Langue originale : français
- Format : Noir et blanc — 35 mm — 1,37:1 — Muet
- Genre : Film dramatique
- Durée : 1 250 mètres (4 bobines)
- Dates de sortie : France : 26 décembre 1913

## Distribution
- André Dubosc : le marquis de Kermor
- Jeanne Bérangère : Sidonia de Bressieu
- Robert Damorès : Henri de Kermor
- Jane Maylianes : Jeanne de Brenn
- Anatole Bahier : le baron de Bressieu
- Henri Gouget